# Peau d'homme, cœur de bête
Peau d'homme, cœur de bête är en fransk dramafilm från 1999 i regi av Hélène Angel.

## Utmärkelser
Filmen vann Guldleoparden vid Internationella filmfestivalen i Locarno 1999.

## Rollista i urval
- Serge Riaboukine - Francky
- Bernard Blancan - Coco
- Guilaine Londez - Annie
- Pascal Cervo - Alex
- Françoise Bertin - Mlle. Espitalier